# Dynamische Differenzkalorimetrie

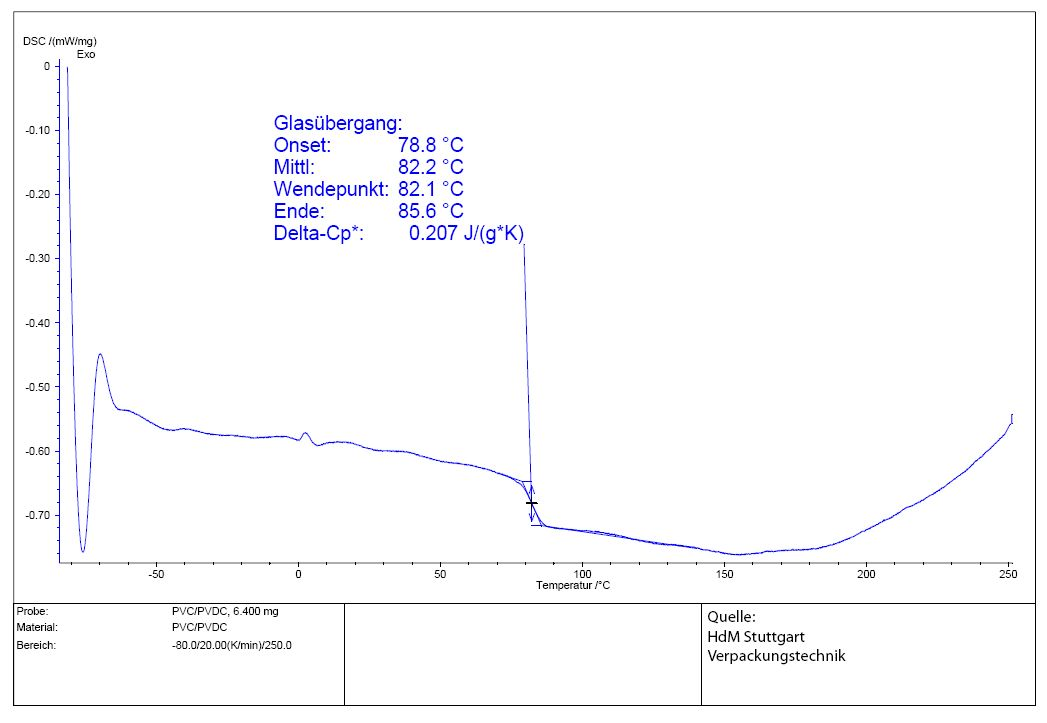
DSC-Diagramm einer PVC/PVDC-Probe nach der 2. Aufheizung

DSC-Diagramm einer PA6-Probe von der 2. Aufheizung

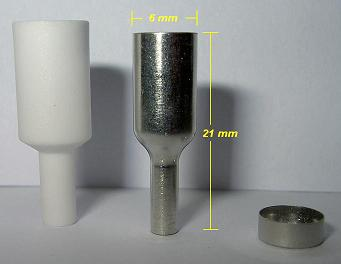
DTA- und DSC-Tiegel zur Analyse

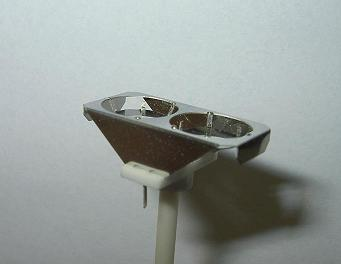
DSC-Probenträger aus Aluminiumoxid/Platin

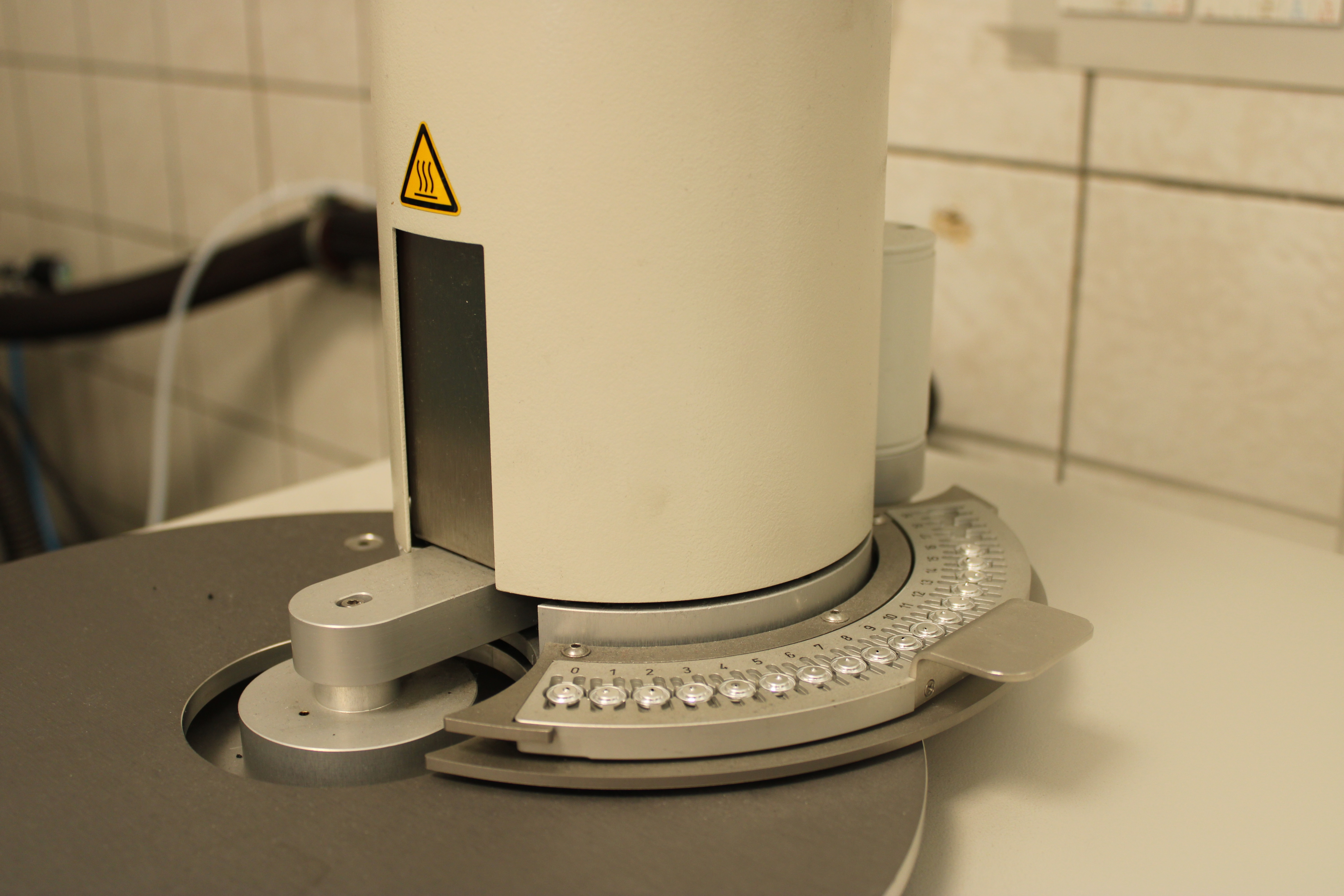
Autosampler für bis zu 19 Proben plus Referenz

Die dynamische Differenzkalorimetrie oder auch Differentialthermoanalyse (DDK, englisch differential scanning calorimetry, DSC) ist ein Verfahren der thermischen Analyse zur Messung von abgegebener oder aufgenommener Wärmemenge einer Probe bei Aufheizung, Abkühlung oder einem isothermen Prozess.

## Messprinzipien
Ein verkapselter Behälter, Tiegel genannt, mit einer Probe (5–40 mg) und ein zweiter gleicher Behälter ohne Inhalt (Referenz) werden zusammen in einem Wärmebad dem gleichen Temperaturänderungsprogramm ausgesetzt. Dabei kommt es infolge der Wärmekapazität der Probe und exothermen oder endothermen Prozessen bzw. Phasenänderungen wie Schmelzen oder Verdampfen zu Temperaturdifferenzen zwischen Probe und Referenz, da bei dem untersuchten Prozess thermische Energie in die oder aus der Probe fließt.
Im Gegensatz zur älteren Differenzthermoanalyse (DTA) wird bei der DSC diese Temperaturdifferenz nicht direkt als Messsignal verwendet, sondern daraus auf den Wärmestrom als Messgröße geschlossen. Dafür stehen zwei Verfahren zur Verfügung.

### Dynamische Wärmestromdifferenzkalorimetrie
Bei diesem auch heat flux DSC genannten Typ werden die Enthalpieänderungen (Wärmestrom) durch Integration der ΔT-TRef-Kurve berechnet. Dabei befinden sich Stellflächen für Probe und Referenz im Ofen auf einer Scheibe (engl. disk type measuring system), welche eine gute Wärmeleitfähigkeit besitzt und unter welcher die Temperatursensoren sitzen. Wird der Ofen erhitzt, so fließt die Wärme durch die Probe/Referenz in die Scheibe und wird dort mittels der Sensoren abgenommen:
- sind Probe und Referenz gleich, so fließen gleich große Wärmeströme durch die Scheibe, die Wärmestromdifferenz ist damit null.
- verändert sich während der Messung eine Probe, z. B. durch Umwandlung, Schmelzen oder Verdampfen, so entsteht eine Differenz im Wärmestrom, welche proportional zur Temperaturdifferenz ist:

{\displaystyle \Phi _{\mathrm {FP} }-\Phi _{\mathrm {FR} }\propto \Delta T}
mit
- ΦFP dem Wärmestrom der Probe
- ΦFR dem Wärmestrom der Referenz
- ΔT der Temperaturdifferenz.

### Dynamische Leistungsdifferenzkalorimetrie
Bei diesem auch power compensating DSC genannten Typ werden Probe und Referenztiegel in thermisch isolierte Öfen gebracht und diese so geregelt, dass auf beiden Seiten stets die gleiche Temperatur herrscht. Die dafür notwendige elektrische Leistung wird als Funktion der Temperatur aufgezeichnet.

## Anwendungen
Mit der DSC können u. a. folgende Bestimmungen durchgeführt werden:
- Schmelz- und Glasübergangstemperaturen (besonders für Kunststoffe)
- Kristallisationsgrad
- kinetische Betrachtungen chemischer Reaktionen
- spezifische Wärmekapazität
- Phasenübergänge
- Zersetzungspunkt
- Kunststoffbestimmung

Ein weiteres typisches Anwendungsgebiet ist die Bestimmung der Reinheit von Substanzen aufgrund der durch Verunreinigungen auftretenden Schmelzpunktänderung.
Eine Reinheitsprüfung über die Schmelzpunktänderung ist aber nur dann möglich, wenn die Reinsubstanz mit der Verunreinigung ein eutektisches Gemisch bildet.

## Präzision
Für die dynamische Wärmestrom-Differenzkalorimetrie stehen Ringversuchsdaten zur Verfügung. Die Vergleichstandardabweichung sR der Schmelzenthalpie ist vom Werkstoff sowie linear vom Wert der Messgröße abhängig. Ihr relativer Wert liegt typischerweise zwischen 7 und 13 %. Bei Temperaturbestimmungen ist mit sR-Werten von 1,1 bis 2,1 °C zu rechnen. sR ist ein guter Schätzwert für die Standardunsicherheit.

## Simultane Applikationen
Für spezielle Untersuchungen gibt es inzwischen auch Möglichkeiten, eine Probe während der DSC-Messung auch noch gravimetrisch zu untersuchen. Diese Kombination nennt man DSC-TG (TG = Thermogravimetrie) oder STA (simultane Thermoanalyse). Dabei wird neben dem DSC-Signal noch der Massenverlust mit aufgezeichnet. Zusätzlich können die dabei abgegebenen Gase noch mittels Infrarot-Spektroskopie oder Massenspektrometrie analysiert werden.